# Oxymacaria hypomochla
Oxymacaria hypomochla är en fjärilsart som beskrevs av Turner 1917. Oxymacaria hypomochla ingår i släktet Oxymacaria och familjen mätare. Inga underarter finns listade i Catalogue of Life.